# Ferenciek tere (stanice metra v Budapešti)
Ferenciek tere (do roku 1990 Felszabadulás tér) je stanice budapešťského metra na lince M3, která leží v centru Budapešti. Stanice byla otevřena roku 1976. Stanice je ražená, uložená 27,7 metrů pod povrchem.
Stanice leží pod stejnojmenným náměstím na významné Budapešťské třídě Kossuth Lajos utca/Szabad sajtó út nedaleko mostu Erzsébet híd. V místě je umožněn přestup na autobusové linky.